# Титов, Николай Сергеевич (композитор)
Николай Сергеевич Титов (1797 — ?) — капитан-поручик лейб-гвардии Семёновского полка Русской императорской армии, композитор романсов.

## Биография
Об его детстве информации практически не сохранилось, да и прочие биографические сведения о нём очень скудны и отрывочны; известно лишь, что он родился в 1797 году и был сыном генерал-майора Сергея Николаевича Титова, который также сочинял музыку и недурно играл на альте и виолончели. Мать — Елизавета Ивановна (урожденная Домашнева), которая в своё время была известна несколькими повестями «Густав Ваза» и дидактической поэмой «Ольга».
Николаю Сергеевичу Титову принадлежит около двадцати романсов, вышедших в изданиях Стелловского и Бернарда и нередко приписывавшихся более популярному Николаю Алексеевичу Титову, ибо и по фактуре и по стилю они ничем существенным не отличаются от произведений «дедушки русского романса». 
Наиболее выдаются следующие его романсы: «Фонтан», «Слыхали ль вы?», «Дарует небо человеку», «Под вечер осенью ненастной», «Я помню чудное мгновенье», «Пал туман на сине море», «Талисман», «Прощай, свободная стихия». Некоторые из них («Талисман», «Дарует небо человеку» и некоторые другие) были очень популярны во второй и третьей четвертях XIX века, а романс «Слыхали ли вы?» встречался в концертных репертуарах и в XX веке.
В воспоминаниях его двоюродного брата, Николая Алексеевича, сказано: «умер в цветущих годах в Москве» от чахотки.